# Flower (canção de Kylie Minogue)
"Flower" é uma canção da artista musical australiana Kylie Minogue, de seu álbum de compliação orquestral de antigas músicas The Abbey Road Sessions. A canção foi originalmente escrita por Minogue e Steve Anderson, e agendada para ser acrescentada no décimo álbum de estúdio de minogue, X, mas pararam bem na edição final e descartada no álbum. Mesmo assim, foi apresentada na setlist na turnê KylieX2008.
Em 2011, a canção foi gravada no Abbey Road Studios para a compliação. A canção foi lançada como primeiro single do álbum em 25 de Setembro de 2012 pela Parlophone Records. A versão de estúdio da canção foi lançada na BBC Radio 2 em 24 de Setembro de 2012. A canção recebeu críticas positivas dos críticos de música, que apreciaram a mensagem lírica e a produção. Um vídeo da música foi filmado para o single que estreou no site da Minogue.

## Alinhamento de faixas
| CD Single |                         |                |         |  |
| N.º       | Título                  | Produtor(es)   | Duração |  |
| 1.        | "Flower"                | Steve Anderson | 3:30    |  |
| 2.        | "Flower (Instrumental)" | Steve Anderson | 3:30    |  |

| 7" picture disc |          |                |         |  |
| N.º             | Título   | Produtor(es)   | Duração |  |
| 1.              | "Flower" | Steve Anderson | 3:30    |  |

## Desempenho nas tabelas musicais

### Posições
| Tabela musical (2012)                         | Melhor posição |
| --------------------------------------------- | -------------- |
| Bélgica (Ultratip Bubbling Under de Flandres) | 21             |
| Bélgica (Ultratip Bubbling Under da Valônia)  | 37             |
| Países Baixos (Single Top 100)                | 51             |
| Reino Unido (UK Singles Chart)                | 96             |

## Histórico de lançamento
| Região      | Data                   | Formato(s)           |
| ----------- | ---------------------- | -------------------- |
| Mundo       | 25 de setembro de 2012 | Download digital     |
| Reino Unido | 12 de novembro de 2012 | CD single            |
| Reino Unido | 12 de novembro de 2012 | Vinil de 7" (single) |